# Dika Toua
Dika Toua (23 juin 1984, Port Moresby) est une haltérophile papouasienne.
Lors des Jeux olympiques d'été de 2000, elle participe à l'épreuve d'haltérophilie qui pour la première fois de l'histoire des jeux est ouverte aux femmes. Elle a alors 16 ans et est la première à concourir, devenant ainsi la première athlète olympique féminine en athlétisme de l'histoire des jeux.
Elle participe ensuite à l'ensemble des compétitions olympiques jusqu'aux Jeux olympiques de 2020, à l'exception des Jeux olympiques de 2016 à Rio où elle avait prévu de laisser la place à sœur.